# Zlokoukyané
Zlokoukyané ou Zlokuḱane (en macédonien Злокуќане, en albanais Zllakuçani) est un village du nord de la Macédoine du Nord, situé dans la municipalité de Lipkovo. Le village comptait 12 habitants en 2002. Il est majoritairement albanais et se trouve à la frontière du Kosovo.

## Démographie
Lors du recensement de 2002, le village comptait :
- Albanais : 12